# Joaquim Icart i Leonila
Joaquim Icart i Leonila (Tarragona 1910 - 4 de novembre de 1997) fou un escriptor i erudit català.

## Biografia
De jove va estudiar periodisme i es va iniciar com a crític literari a la premsa local tarragonina. Posteriorment es dedicà a la historiografia i l'edició. Dominava tant el grec clàssic com el llatí clàssic. El 1949 ingressà en la Reial Societat Arqueològica Tarraconense i de 1976 a 1979 fou redactor en cap del Butlletí d'Arqueològic de Tarragona.
Fou autor i editor de les transcripcions de l'Archiepiscopologio de Josep Blanc i Fontanilles i Próceres y ciudadanos de honor del Principado de Cataluña i Adarga catalana de Francesc Xavier de Garma i de Duran.
També traduí al català la Marca Hispanica de Pèire de Marca, i per a la Fundació Bernat Metge feu les versions de la Conjuració de Catilina (1963) i La guerra de Jugurta (1964) de Sal·lusti, Les vides dels dotze cèsars (1966-1971) de Suetoni, La Guerra de les Gàl·lies de Juli Cèsar (1974) i Gestes dels romans (1986) de Luci Anneu Flor.
També ha escrit Cal·lípolis fou Tàrraco (1992) i ha editat les Ordinacions de la Ciutat de Tarragona. El 1980 va rebre el guardó Tarragoní Fidel d'Òmnium Cultural i el 1994 la Medalla d'Argent de la Ciutat de Tarragona. El 1997 va rebre la Creu de Sant Jordi. Des de 2004 un carrer de Tarragona duu el seu nom.